# Joseph Peak (Wyoming)
Der Joseph Peak ist ein Berg im nordwestlichen Teil des Yellowstone-Nationalparks im US-Bundesstaat Wyoming. Sein Gipfel hat eine Höhe von 3188 m. Er befindet sich wenige Kilometer südlich der Grenze zum Bundesstaat Montana und ist der zweithöchste Berg der Gallatin-Range in den Rocky Mountains. Der deutlich prominentere Electric Peak liegt nordöstlich, Mammoth Hot Springs liegt im Osten des Berges. Der Berg wurde nach dem Indianer Chief Joseph benannt. An der Ostflanke des Joseph Peak entspringt der Gardner River, ein linker Nebenfluss des Yellowstone Rivers.

## Belege
1. ↑  GNIS Detail - Joseph Peak. Abgerufen am 21. Dezember 2020.
2. ↑  Joseph Peak. Abgerufen am 21. Dezember 2020 (englisch).